# I Guds frälsningshär vi kämpar som soldater
I Guds frälsningshär vi kämpar som soldater / Uti frälsningshären äro vi soldater är en psalmsång med text från 1887 av Thomas C Marshall och som sjungs till en melodi av okänt ursprung. 1888 översatte Peter August Wanngård sången till svenska.

## Publicerad i
- Nya Stridssånger 1889 som nr 32 med titelraden "Uti frälsningshären äro vi soldater".
- Musik till Frälsningsarméns sångbok 1907 som nr 403 med titelraden "Uti frälsningshären äro vi soldater.
- Frälsningsarméns sångbok 1929 som nr 438 med titelraden "Uti frälsningshären äro vi soldater under rubriken "Strid och verksamhet - Under striden".
- Frälsningsarméns sångbok 1946 som nr 478 med titelraden "Uti frälsningshären äro vi soldater" under rubriken "Strid".
- Frälsningsarméns sångbok 1968 som nr 507 med titelraden "Uti frälsningshären äro vi soldater" under rubriken "Strid Och Verksamhet - Kamp och seger".
- Frälsningsarméns sångbok 1990 som nr 619 med titelraden "I Guds frälsningshär vi kämpar som soldater" under rubriken "Strid och .kallelse till tjänst".